# Hellmaster
Hellmaster är en amerikansk skräckfilm från 1992. Filmen är skriven och regisserad av Douglas Shulze och handlar om en psykopatisk collegelärare, professor Jones (John Saxon), som använder intet ont anande studenter som labbråttor och injicerar en drog, "Nietzschedrogen", i dem, vilket förvandlar dem till brutala muterade mördare. 
Efter att ha gjort experiment under 1960-talet, vilka stoppades genom att skolan sattes i brand, lyckades Professor Jones teleportera sig till säkerhet och därefter fortsätta sina experiment med sin drog, lagerställd i katakomberna under skolan.

## Kuriosa
David Emge medverkar i sin sista film som en hemlös reporter som försöker sätta stopp för den onde professor Jones planer.

## DVD-utgåva
Filmen släpptes på DVD den 19 september 2006 och inkluderar kommentarspår från regissör och filmproducent, ett galleri med konceptskisser och ett bakom scenerna-galleri.

## Roller
- John Saxon - Professor Jones
- David Emge - Robert
- Amy Raasch - Shelley
- Jeff Rector - Jesse
- Edward Stevens - Drake
- Sean Sweeney - Joel